# Liu-Garten

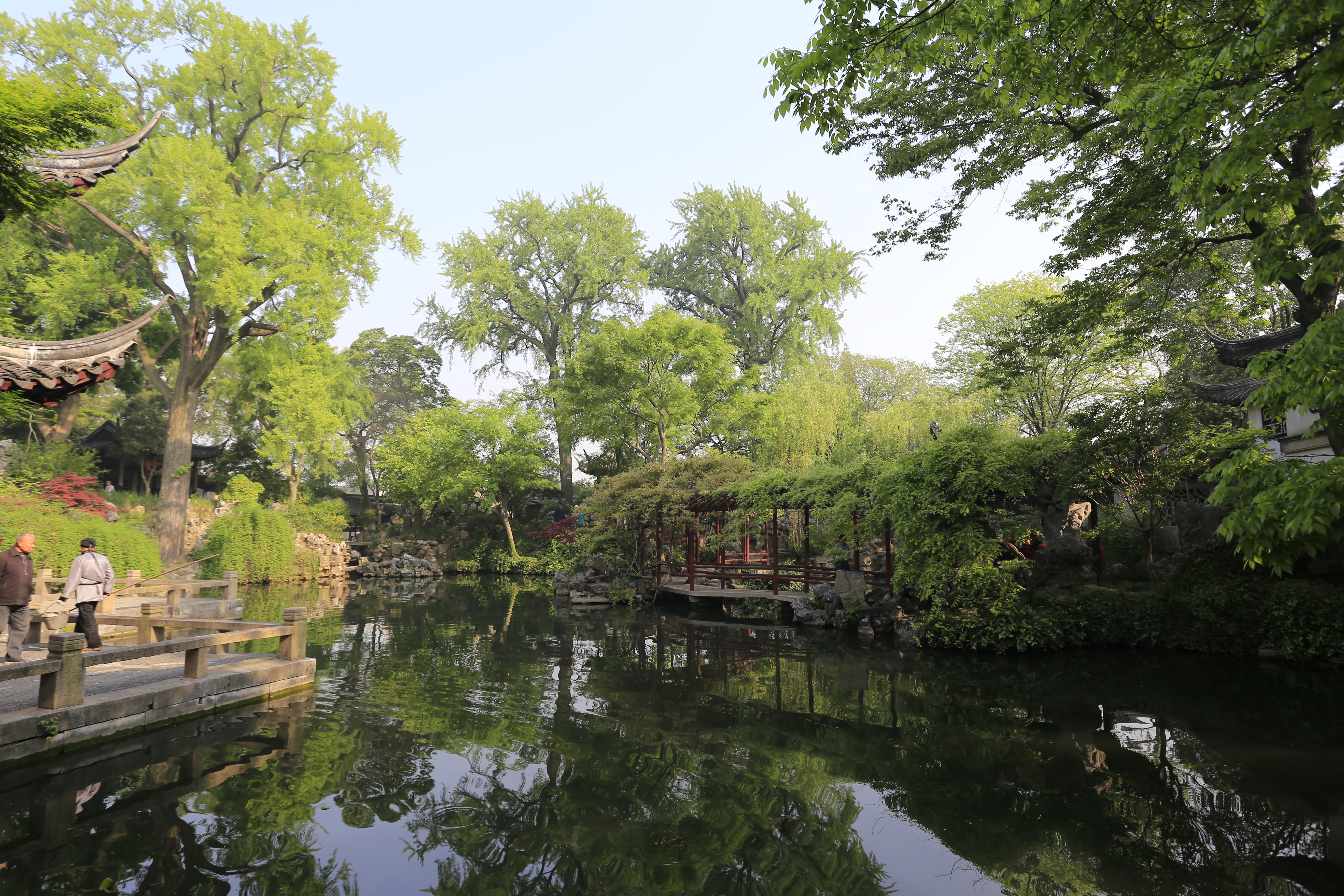
Der Liu-Garten.

Der Liu-Garten (chinesisch 留园, Pinyin liùyuán – „Garten des Verweilens“) ist einer der vier klassischen Privatgärten in der chinesischen Stadt Suzhou (Jiangsu). Er hat eine Fläche von 23.310 m².
Zusammen mit anderen Gärten in Suzhou ist er seit 1997 Teil des UNESCO-Welterbes Klassische Gärten von Suzhou.

## Geschichte

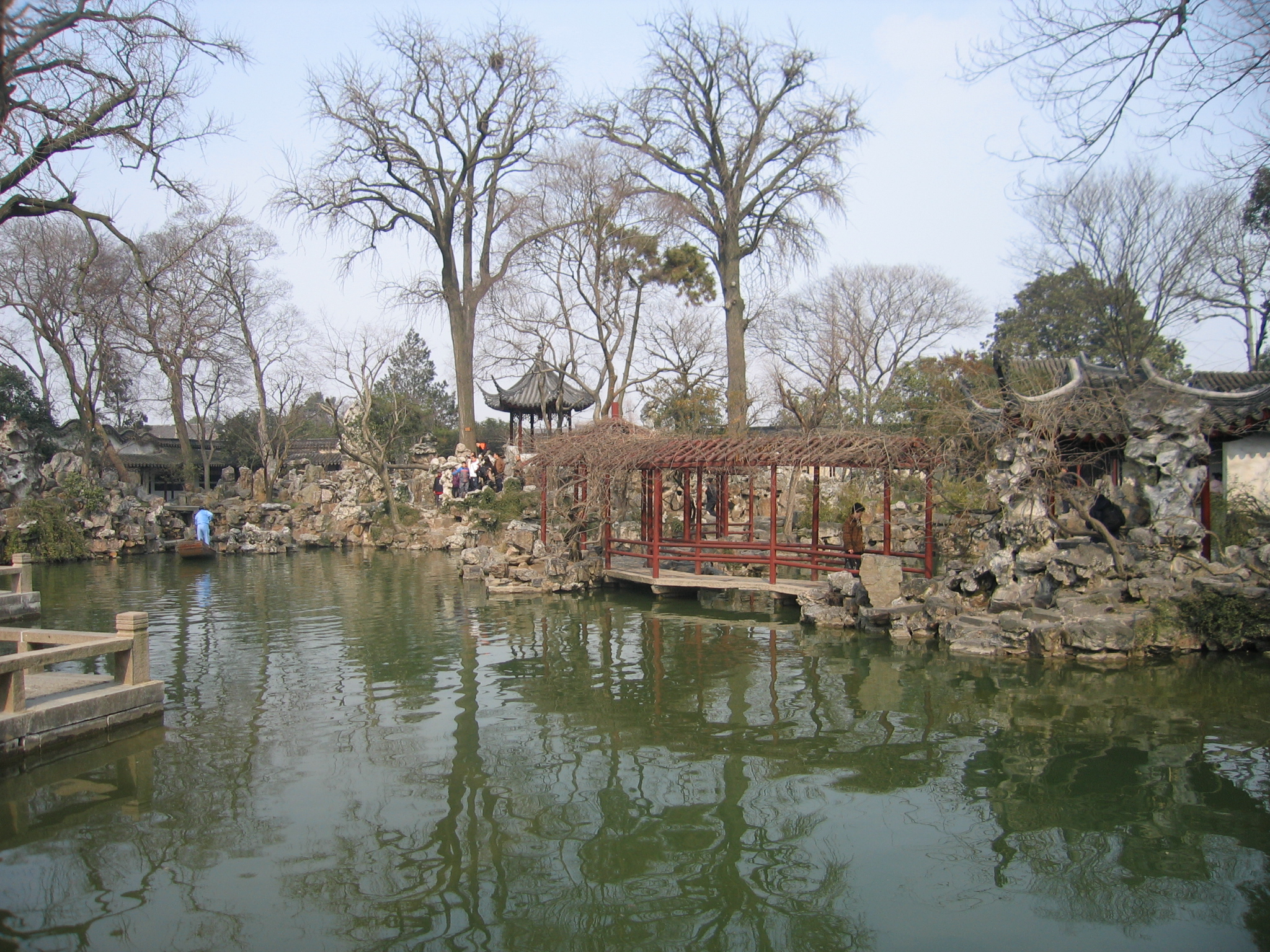
Der Liu-Garten im Winter.

Der Liu-Garten entstand aus dem Östlichen Garten (东园 Dōngyuán), einem Haus-Garten-Komplex des damaligen Ministers Xu Jiongqing (1540–1598), der 1593 angelegt wurde. 1798 wurde er von Liu Shu erweitert und in „Hanbi Villa“ umbenannt. Umgangssprachlich wurde er aber „Liu-Garten“ (Liu nach dem Namen des Besitzers) genannt, woraus 1873 seine offizielle Umbenennung in „Liu“ (留liù, Verweilen) wurde. Seine endgültige Erweiterung um die östlichen, nördlichen und westlichen Teile erfolgte von Sheng Xuren in den Jahren 1888 bis 1891. Während der Xinhai-Revolution 1911 und des Zweiten Japanisch-Chinesischen Kriegs wurden große Teile des Gartens zerstört, sodass er von der Volksrepublik China wieder restauriert werden musste, und sich 1954 erneut der Öffentlichkeit präsentieren konnte.
Der Liu-Garten wurde 1961 zum Nationalen Kulturdenkmal erhoben und ist somit von Beginn an Teil dieser Auflistung.

## Aufbau

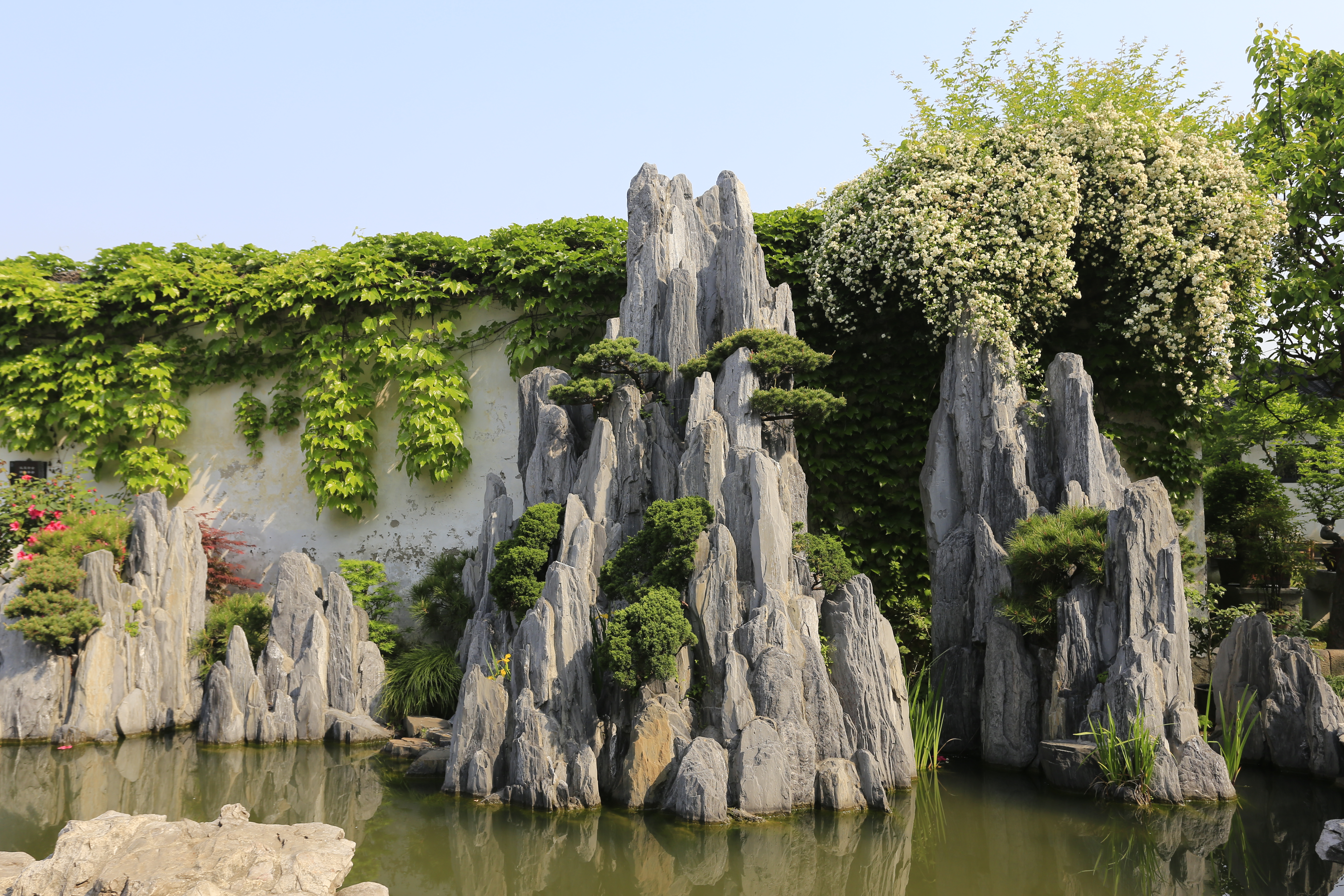
Die künstliche Kalksteinbergwelt im zentralen Bereich.

Der Liu-Garten unterteilt sich in vier thematisch unterschiedliche Bereiche, einen zentralen, einen östlichen, einen nördlichen und einen westlichen Teil.
Der zentrale Bereich des Gartens, der als der beste angesehen wird, ist zugleich der älteste Bereich. Dort lassen sich unter anderem eine künstliche Kalksteinbergwelt und Teichszenerien finden. Im nördlichen Bereich befindet sich heute ein Bonsai-Garten mit etwa 500 Exemplaren. Der westliche Bereich zeichnet sich durch eine Hügellandschaft mit Ahorn- und Pfirsichbäumen aus.
Im Liu-Garten befinden sich insgesamt 42 Räume, die mit einem überdachten Gang von 670 m Länge verbunden sind.